# Ashraf Mahmud Linkon
Ashraf Mahmud Linkon (sinh ngày 6 tháng 6 năm 1990) là một cầu thủ bóng đá người Bangladesh thi đấu ở vị trí tiền vệ, Hậu vệ cho Sheikh Russell và Đội tuyển bóng đá quốc gia Bangladesh.